# Котовское (озеро)
Кото́вское (бел. Като́ўскае) — озеро в Лепельском районе Витебской области Белоруссии. Относится к бассейну реки Лукомка (впадает в озеро Роговское).

## Описание
Озеро Котовское расположено в 27 км к северо-востоку от города Лепель. На юго-западном берегу находится деревня Котовщина.
Площадь зеркала составляет 0,56 км². Длина — 1,19 км, наибольшая ширина — 0,66 км. Длина береговой линии — 3,37 км. Наибольшая глубина — 22,9 м, средняя — 8,6 м. Объём воды в озере — 4,79 млн м³. Площадь водосбора — 59,6 км².
Котловина лощинного типа, вытянутая с юго-запада на северо-восток. Склоны котловины преимущественно распаханные, высотой от 10 до 19 м. Высота северного и восточного склонов местами снижается до 6 м. Берега высотой до 0,2 м, песчаные. Северный и западный берега сливаются со склонами котловины. Южный берег местами заболочен.
Глубины до 2 м занимают 14 % площади озера. Мелководье узкое, сублитораль крутая, профундаль относительно плоская. До глубины 3—3,5 м, а на юге до 5,5—8 м дно выложено песком и опесчаненным илом. Глубже дно покрыто высокозольным глинистым илом.
Минерализация воды составляет 265—280 мг/л, прозрачность — 2,7 м. Озеро мезотрофное, слабопроточное. С юга впадает река Дива. Из северо-восточной части вытекает ручей, впадающий в реку Лукомка.
Водоём существенно зарастает. Ширина полосы прибрежной растительности составляет 20—25 м, на юго-востоке увеличиваясь до 75 м; глубина распространения — 1,6—2,2 м. Подводные макрофиты встречаются до глубины 3,5 м.
В озере водятся лещ, щука, окунь, плотва, краснопёрка, густера, линь, уклейка, а также раки.